# 山口県道70号柳井玖珂線
山口県道70号柳井玖珂線（やまぐちけんどう70ごう やないくがせん）は、山口県柳井市から岩国市に至る県道（主要地方道）である。

## 概要
山口県柳井市古開作と岩国市玖珂町を結ぶ。山陽自動車道玖珂ICから柳井市へのアクセス道路である。

### 路線データ
- 起点：柳井市古開作（古開作交差点・山口県道22号光柳井線交点）
- 終点：岩国市玖珂町（国道437号交点）

## 歴史
- 1993年（平成5年）5月11日 - 建設省から、県道柳井玖珂線が柳井玖珂線として主要地方道に指定される[1]。

## 路線状況

### 重複区間
- 山口県道7号柳井周東線（柳井市柳井 地内）
- 山口県道115号通津周東線（岩国市周東町祖生 - 岩国市玖珂町）

## 地理

### 通過する自治体
- 柳井市
- 岩国市

### 交差する道路
- 山口県道22号光柳井線（柳井市古開作、古開作交差点、起点）
- 山口県道7号柳井周東線（柳井市柳井、柳井中学入口交差点）
- 山口県道149号柳井由宇線（柳井市柳井、中馬皿交差点）
- 山口県道7号柳井周東線（柳井市柳井）
- 山口県道68号光日積線（柳井市伊陸）
- 山口県道151号伊陸大畠港線（柳井市伊陸）
- 山口県道138号周東田布施線（岩国市周東町祖生）
- 山口県道115号通津周東線（岩国市周東町祖生）
- 山口県道115号通津周東線・山口県道136号上久原藤生停車場線（岩国市玖珂町、瀬田工業団地入口交差点）
- 山陽自動車道 玖珂IC（岩国市玖珂町）
- 国道437号（岩国市玖珂町、終点）

### 沿線
施設
- 柳井学園高等学校
- 柳井市立柳井中学校